# Gustaf John Ramstedt

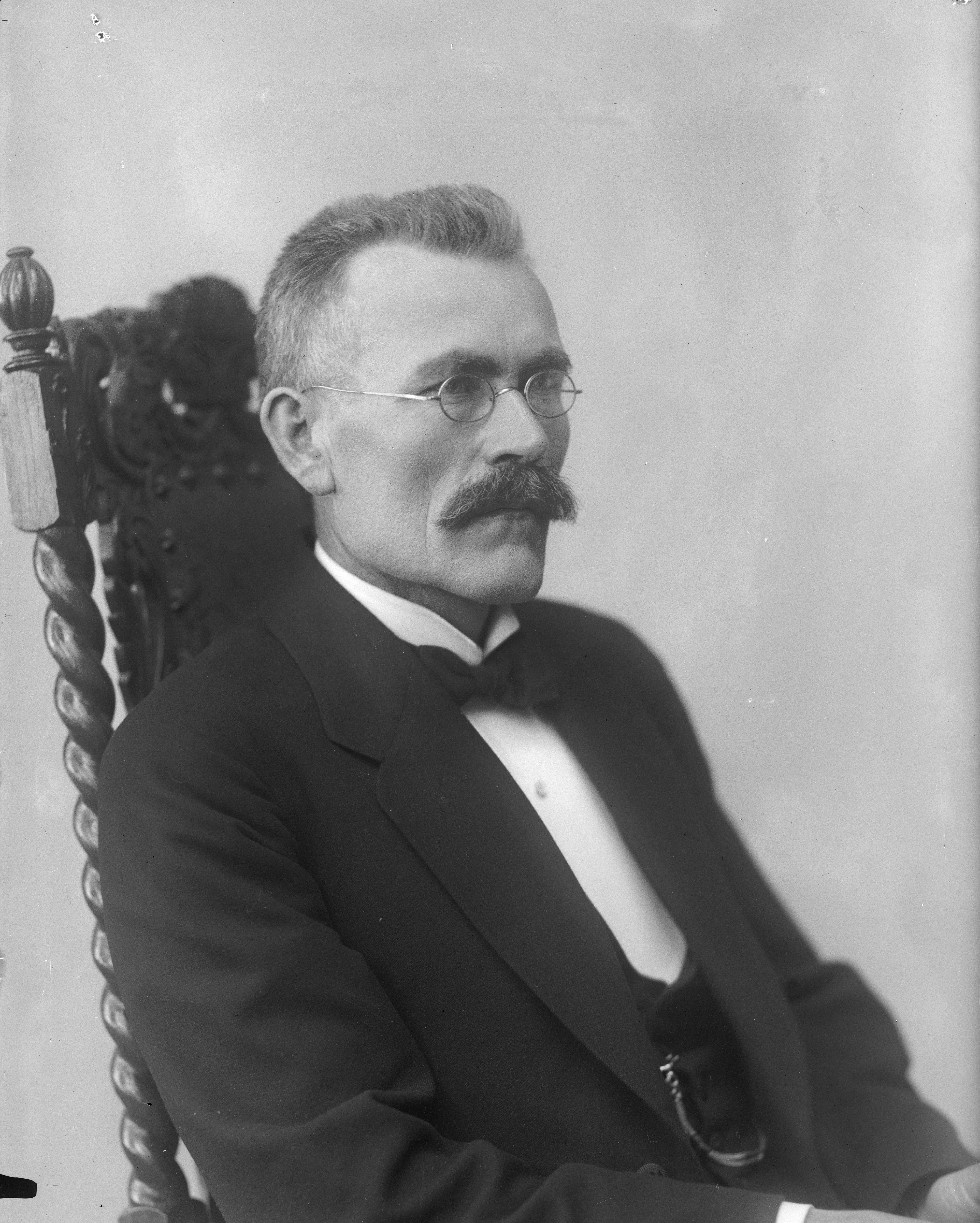
Gustaf John Ramstedt.

Gustaf John Ramstedt, född 22 oktober 1873 i Ekenäs, död 25 november 1950 i Helsingfors, var en finlandssvensk forskningsresande, vetenskapsman och diplomat. I sin forskargärning blev han en banbrytare inom den jämförande forskningen kring altaiska språk och grundläggare av den moderna mongolistiken. Ramstedt var en av de första som framlade hypotesen att koreanskan är besläktad med de altaiska språken. Han var bror till Emanuel Ramstedt, Rafael Ramstedt och Armas Ramstedt.
Ramstedt var också aktiv i esperanto-rörelsen, både i Finland och under sin diplomattjänstgöring i Japan. Som aktiv i rörelsen från sent 1890-tal är han en av de tidigare finska esperantisterna, och var ordförande för Esperantoförbundet i Finland 1936–1939.

## Karriär
Ramstedt blev student 1892 och tänkte sig först en bana som präst då han studerade latin, grekiska och hebreiska vid Helsingfors universitet. Snabbt blev han dock intresserad av lingvistik, och karriärplanerna fick en annan inriktning. Ramstedt avlade filosofie kandidatexamen 1895 och blev filosofie magister 1898. Vid denna tiden lärde han sig också esperanto, och hans första diktöversättningar till esperanto publicerades 1897. År 1897 ingick han äktenskap med Ida Olivia Aleksandra Josefsson.
Ramstedt gjorde under åren 1898–1912 sju forskningsresor till Sibirien, Centralasien och Mongoliet, där han studerade de lokala språken. Mellan sina resor publicerade Ramstedt språkvetenskapliga uppsatser baserade på material som han samlat på sina resor, och förtjänade sitt bröd som språklärare vid Lahden Yhteiskoulu (finska samskolan i Lahtis) och vid Lahtis finska flickskola. Ramstedt var också aktiv inom Lahtis kommunalpolitik, som representant för  Ungfinska partiet.

## De första forskningsresorna

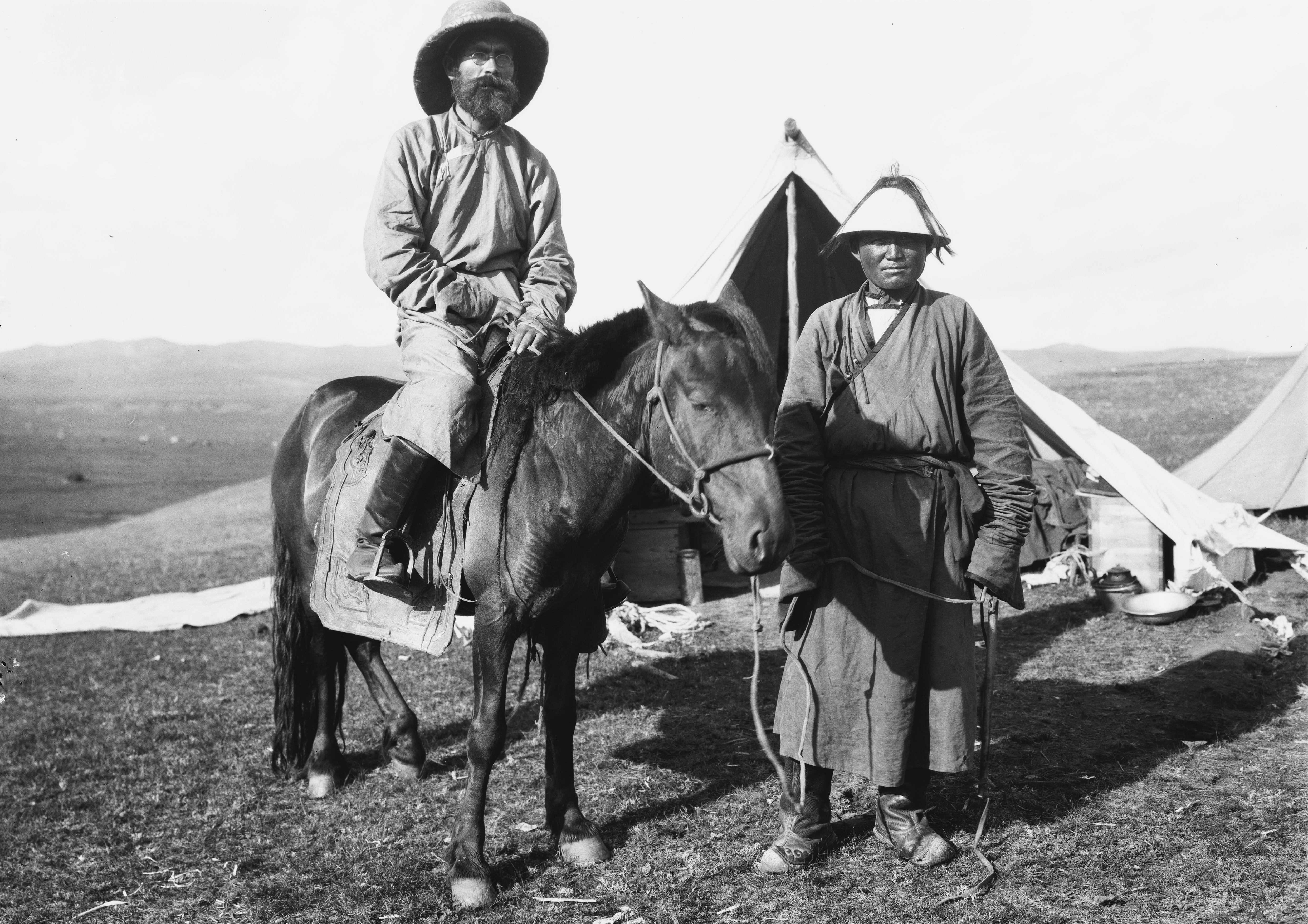
G. J. Ramstedt i Mongoliet år 1909.

År 1898 inledde Ramstedt sin första forskningsresa finansierad av det 1883 grundade Finsk-ugriska sällskapet. Resans mål var först området kring Volgas mellersta lopp, där Ramstedt studerade de lokala med finskan besläktade folkgruppernas språk. Därifrån fortsatte resan i oktober 1898 genom Sibirien till området söderom Bajkalsjön och till centrala Mongoliet för att återvända till Finland våren 1901. Samlingarna som han sänt hem per tåg hade försvunnit på vägen, och han blev tvungen att basera avhandlingen som han skrev om sina resultat dels på sina anteckningar och dels på sitt eget goda minne. Ramstedt blev licentiat 1902 och disputerade samma år till filosofie doktor.
En kortvarig resa gjorde Ramstedt 1903 till kalmuckernas område i Kaukasus och till trakterna norrom Kaspiska havet. På hösten samma år for han på sin tredje resa via Kaukasien och Kaspiska havet till nuvarande Turkmenistan och Tadzjikistan. Där insjuknade han dock i svårartad malaria och var tvungen att återvända till Finland för vård.
Den fjärde resan anträddes 1904 och objekten var nu kalmuckerna i områdena kring Volga och Don; denna resa pågick ända till slutet av året. I maj 1905 startade Ramstedt på sin femte forskningsresa som förde honom genom västra Sibirien och vidare genom Irtysj-dalen till det till Kina hörande östra Turkestan (nuvarande Xinjiang) där hans avsikt var att studera de östmongoliska språken. Ramstedt var åter tvungen att avbryta sin resa i förtid i december samma år och återvända hem på grund av det rysk-japanska kriget och de oroligheter som utbröt i samband med ryska revolutionen 1905. De därpå följande tre åren fungerade Ramstedt igen som lärare i Lahtis, och publicerade samtidigt avhandlingar baserade på material som han samlat under sina studier av kalmuckiska, mongoliska och tatariska språk.
I maj 1909 reste Ramstedt tillsammans med Sakari Pälsi på sin sjätte resa, denna gång till centrala Mongoliet, där de utförde arkeologiska utgrävningar. Den framgångsrika resan varade till slutet av året. Sin sista forskningsresa styrde Ramstedt åter till Mongoliet dit han reste tillsammans med en av sina studenter; Arvo Sotavalta i maj 1912. Under resan som varade fem månader gjordes språkvetenskapliga, arkeologiska och geografiska studier.

## Senare karriär
1917 utnämndes Ramstedt till personlig professor i altaiska språk vid Helsingfors universitet, och flyttade från Lahtis till Helsingfors. Där fortsatte han sin forskning utgående från det omfattande material som han samlat på sina resor.
När Finland blivit självständigt inledde Ramstedt sin diplomatiska bana, då han 1919 som den förste utnämndes till Finlands chargé d'affaires i Japan, Kina och Siam med residensort Tokyo. I det uppdraget blev han till 1930, och fortsatte vid sidan av diplomatuppdraget även sin språkforskning. Under den här tiden lärde han sig japanska och började också studera Koreanska.
Efter återkomsten till hemlandet fortsatte Ramstedt i sin professorstjänst till 1941, vid sidan skötande också professuren i fonetik 1935–1940. 1941–1950 var han prefekt för Finsk-ugriska sällskapet. Ramstedt var också med vid grundandet av Finsk-japanska föreningen 1935 och han verkade som föreningens ordförande fram till sin död. Han var ordförande för Esperantoförbundet i Finland 1936–1939, och därefter hedersordförande för detsamma. Ramstedt var medlem i ett flertal utländska och internationella vetenskapliga sällskap och var speciellt uppskattad som sakkunnig gällande mongoliska språk. 1946 blev Ramstedt invald som ledamot i Det Kongelige Danske Videnskabernes Selskab och 1948 som hedersledamot i Finska Vetenskapsakademien. Ramstedt var sedan skolåren aktiv inom nykterhetsrörelsen.
På 1940-talet publicerade Ramstedt sina memoarer, först i form av en programserie i Finlands Rundradio, senare också i två böcker.
Han är begravd på Sandudds begravningsplats i Helsingfors.

## Esperanto
Ramstedt köpte en lärobok i esperanto 1895, knappt åtta år efter att språket först hade publicerats. Två år senare dyker hans första diktöversättningar upp i esperanto-tidningar; 1920 publicerades hans översättningar av tre dikter av V.A. Koskenniemi i japanska esperantotidningen La Revuo Orienta. Hans översättning av sången En sommardag i Kangasala – Somertago en Kangasala – har sedan ett sekel varit vanligt förekommande i sånghäftena i finska esperantoklubbar.
Ramstedt var aktiv i esperantorörelsen, först i Åbo, sedan i Lahtis där han också anordnade en esperantokurs med ett 40-tal deltagare. 1917 undervisade han i en föreläsningsserie vid Helsingfors universitet, med titeln Enkonduko en ĝeneralan lingvistikon konsidere Esperanton – ungefär ”Introduktion till allmän lingvistik med esperanto som exempel”. 1919 höll han ännu esperantokurser på universitetet.
I Shizuoka i Japan, där guvernören förbjudit esperanto-sammankomster, kunde han som del av diplomatkåren hålla en föreläsning på esperanto, vilket senare underlättade för esperantisterna där att hålla andra aktiviteter. Ramstedt ska också ha väckt poeten Kenji Miyazawas intresse för esperanto, och den senare ska ha gett Ramstedt förstautgåvor av sina böcker (mycket sällsynta utgåvor). De japanska esperantisterna hjälpte honom i hans diplomatiska arbete – de direkttolkade föreläsningar om Finland som han höll på olika orter, med upp till tusen åhörare, och de innebar också kontakter med nyckelpersoner i Japan. GA Morizō, som var representant i Japan för Universala Esperanto-Asocio, hade ett stort kontaktnät i Tokyo och lade ner mycket arbete på att försöka intressera japanska politiker för att förbättra järnvägsförbindelsen mellan Finland och Stilla havs-kusten.
Enligt en uppgift blev han vald till ordförande för Esperantoförbundet i Finland första gången 1919, ett uppdrag som då ska ha fått avbrytas efter några månader på grund av diplomatuppdraget. Efter att han kommit tillbaka från Japan, blev han ordförande för Esperantoförbundet i Finland mellan 1936 och 1939. Därefter valdes han till hedersordförande för förbundet.

## Verk
- Das schriftmongolische und die Urgamundart. Helsingfors: 1902.
- Bergtscheremissische Sprachstudien. Helsingfors: 1902.
- Kalmückisches Wörterbuch. Helsinki: Suomalais-ugrilainen seura, 1935.
- A Korean grammar. Helsinki: Suomalais-ugrilainen seura, 1939.
- Sju resor i östern: 1898-1912. Stockholm: Natur och kultur, 1961.